# Garde des consuls
La Garde des consuls o Guardia consolare fu un corpo militare d'élite creato il 28 novembre 1799 e confluito il 18 maggio 1804 nella Guardia imperiale. Essa era la Guardia personale del Primo Console Napoleone Bonaparte.

## Storia
La Guardia consolare proviene dall'unione delle diverse Guardie poste a protezione dei diversi organi legislativi ed esecutivi creati nel 1789, dapprima vennero chiamate "Guardie dell'Assemblea Nazionale", successivamente, per decreto del 10 maggio 1791, vennero chiamati "Gendarmi Nazionali", dopodiché un decreto del 15 maggio 1791 li definì "Granatieri Gendarmi della Convenzione", con lo scopo di proteggere i deputati della Convenzione Nazionale.
Il 26 ottobre 1795 la Convenzione venne sciolta e la Guardia venne posta a protezione del nuovo Corpo Legislativo ma nonostante ciò il Direttorio aveva comunque la propria Guardia chiamata "Guardia Costituzionale del Direttorio".
Successivamente al colpo di stato del 18 brumaio, Napoleone Bonaparte riorganizzò le due Guardie unendole nella Guardia consolare.

## Composizione
La Guardia consolare disponeva di un organico di circa 6000 uomini ed era organizzata come segue:
fanteria, di 1200 uomini ciascuno, gli uni granatieri, gli altri
cacciatori, e di due reggimenti di cavalleria, il primo di granatieri a cavallo, il secondo di cacciatori a cavallo. Gli uni, e gli
altri componevansi dei più scelti e valorosi soldati dell’esercito,
ed un’artiglieria numerosa e ben servita dava compimento a questa guardia, formandone una vera divisione di guerra, d’ogni armo provveduto, e di circa 6 mila uomini. Un egregio Stato maggiore comandava si stupenda soldatesca: ogni battaglione aveva a
capo un colonnello, ed un generale di brigata comandava due battaglioni insieme. Quattro luogotenenti generali, uno di fanteria,
un altro di cavalleria, un terzo di artiglieria, e l’ultimo del genio comandavano alternativamente l’intero corpo d’armata per tutta
una decade, e stavano ai cenni dei Consoli.»
(A.Thiers, da "Organizzazione del Consolato e dell'Impero")

## Requisiti per l'arruolamento
- Aver combattuto in almeno 2 campagne
- Essere alti almeno 1.78 metri per i Granatieri e 1.70 metri per i Cacciatori
- Aver ricevuto una medaglia o essere stato citato onorabilmente in un rapporto poteva sopperire ai requisiti suddetti.

## La Guardia consolare a Marengo
Nel corso della sua esistenza la Guardia consolare venne impiegata una sola volta sul campo durante la Campagna d'Italia (1800), nella Battaglia di Marengo, dove per coprire la ritirata delle truppe francesi momentaneamente sopraffatte dai soldati austriaci subì pesanti perdite che però permisero all'esercito di resistere per sufficiente tempo affinché il generale Desaix arrivasse a supporto.
Le perdite subite dalla Guardia consolare hanno visto ridursi il numero dei soldati ad appena 200, ma grazie all'eroica resistenza lo stesso Bonaparte la definirà una "Colonna di Granito".